# 御前崎サンホテル
御前崎サンホテル（おまえざきさんほてる）は、かつて静岡県御前崎市に存在した静岡鉄道が運営を行っていたホテルである。

## 沿革
- 1967年（昭和42年）4月24日 - 静岡鉄道と地元資本により御前崎観光開発株式会社が設立され、同年7月15日には静岡鉄道の直営でレステル御前崎が開業。あわせて座席指定特急バス「レステル御前崎線」が開設された。[1][2][3]
- 1968年（昭和43年）4月26日 - レステル御前崎に隣接してホテル御前崎が開業し、御前崎観光開発が両施設の運営を開始した。また、同年7月には静岡鉄道が御前崎めぐり定期観光バスの季節運行を開始した。[2][3]
- 1970年（昭和45年）4月 - レステル御前崎の改築とホテル御前崎の増築を行った。[4]
- 1972年（昭和47年）1月 - 榛南地域への更なるレジャー需要の増加が見込まれるなか、静岡鉄道社内に施設の更なる拡充を目指すプロジェクトチームが発足した。[4]
- 1973年（昭和48年）1月 - 御前崎観光開発の商号を株式会社御前崎サンホテルに変更し、レステル御前崎ならびにホテル御前崎の大幅な増改築工事に着手した。[3][4]
- 1974年（昭和49年）
  - 4月25日 - 御前崎サンホテルが竣工した。[1]
  - 5月1日 - 御前埼灯台100周年を機に御前崎サンホテルを開業した。なお、これにあわせて路線バス「特急静岡御前崎線」が開設された。[5]
- 2000年（平成12年）4月1日 - 静岡鉄道の直営事業化された。[6]
- 2004年（平成16年）
  - 9月1日 静岡新聞などで御前崎サンホテルの10月31日限りでの閉鎖が報じられた。
  - 10月31日 この日をもって閉鎖された。

## 施設
- 1970年（昭和45年）4月時点での「レステル御前崎」と「ホテル御前崎」の両施設を合わせた客室収容数は130名であった。[4]
- 1974年（昭和49年）に御前崎サンホテルとして開業した際の客室収容数は553名であった。[4]| [icon] | この節の加筆が望まれています。 |

## 閉鎖への経緯
御前崎サンホテルは開業以来多くの宿泊客があったが、建物の老朽化がその間に進行していた。1982年（昭和57年）のピーク以降、日帰り客の増加や経済状況の悪化などで経営に行き詰まっていた。耐震工事や設備改善工事に多額の費用が掛かる（10億円以上と見積もられた）ということが明らかになり、経営に見合わないとして静岡鉄道側が閉鎖を決めたのである。
この経緯は前牧之原市長（当時は静岡県議会議員）の西原茂樹のWebサイトに詳しい。

## 閉鎖後
ホテルの閉鎖後は建物は解体され、更地となった後にカフェと日本財団が支援する「渚の交番御前崎」の建物が建設された。ホテル前の駐車場は営業時より御前崎市の市営駐車場になっており、これはそのまま存在している。
ホテルの前に存在するしずてつジャストラインのバス停は「御前埼灯台」と名称変更が行われた。だが、ここを発着するしずてつジャストラインのバス路線は2008年（平成20年）3月31日限りで廃止されている。
なお、同ホテルの近くにある別施設「御前崎グランドホテル」は現在も営業している。